# 詹姆斯·霍普·格蘭特
詹姆斯·霍普·格蘭特爵士，GCB（Sir James Hope Grant，1808年7月22日—1875年3月7日）英國軍官。生於蘇格蘭珀斯郡。1826年參軍。第一次鴉片戰爭時，獲得CB勳章。其後參加第一次英國錫克戰爭。1857年鎮壓印度民族起義。1858年，獲KCB勳章。1860年任駐港英軍司令，並在第二次鴉片戰爭時任遠征軍司令。戰後獲GCB勳章。1861年任印度馬德拉斯司令。1865年回國，出任軍需總長。1870年任艾迪索特司令。1875年3月7日，於倫敦逝世。